# 友石山房琴譜
《友石山房琴譜》，古琴譜，清光緒丁亥年，溫州馬元熙手輯本。

## 琴譜介紹
馬元熙，字蘭笙，號惕客，學琴於同邑徐茞笙及南海孤峯和尚。
馬氏琴學自光緒在浙南聞名至今，人稱馬氏家傳琴學，始於乾隆。